# Broadstone (Shropshire)
Broadstone – wieś w Anglii, w Shropshire, w dystrykcie (unitary authority) Shropshire. W latach 1870–1872 osada liczyła 210 mieszkańców.